# عدد قلوب

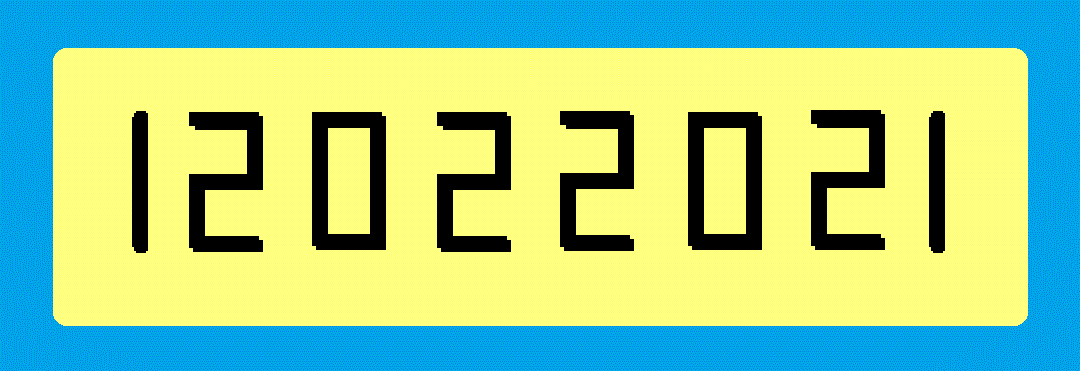

عدد قلوب (بالإنجليزية: Palindromic number)‏  هو عدد يمكن قرائته بنفس الشكل حتى لو عكس ترتيب أرقامه. كالعدد 16461 مثلا, و يدعى أحياناً عددا متناظراً.
أول الأعداد القلوبة في النظام العشري هي المتتالية:
, 1, 2, 3, 4, 5, 6, 7, 8, 9, 11, 22, 33, 44, 55, 66, 77, 88, 99, 101, 111, 121, 131, 141, 151, 161, 171, 181, 191, … ( A002113 من OEIS).
يتم التركيز على الأعداد القلوبة كثيراً في مجال الرياضيات المسلية .
إحدى المسائل النموذجية تسأل عن أعداد بخواص معينة بالإضافة إلى صفحة العدد القلوب, على سبيل المثال:
- الأعداد الأولية القلوبة هي: 2, 3, 5, 7, 11, 101, 131, 151, … (المتتالية  A002385 في OEIS).
- المربعات الكاملة القلوبة هي: 0, 1, 4, 9, 121, 484, 676, 10201, 12321, … (المتتالية  A002779 في OEIS).
- لكل عدد عدده القلوب ويتم حسابه عن طريق عملية الجمع بين العدد و نظيره، يتوالى الحساب.حتى نحصل على العدد القلوب،فمتلا العدد القلوب للعدد 12 يحسب هاكذا:

12+21=33
اذن.العدد القلوب ل 12 هو العدد 33
لكن هناك عدد واحد ليس له العدد القلوب، قد يستمر الحساب إلى اوراق و دفاتر لكن دون جدوي... و هو العدد98
1. ↑  "معلومات عن عدد قلوب على موقع oeis.org". oeis.org. مؤرشف من الأصل في 2020-07-08.
2. ↑  "معلومات عن عدد قلوب على موقع enciclopedia.cat". enciclopedia.cat. مؤرشف من الأصل في 2020-11-07.